# Коржов Ісус-Назар Андрійович
Ісус-Назар Андрійович Коржов — старший лейтенант Збройних сил України, командир розвідувальної роти 24-ої окремої механізованої бригади, учасник російсько-української війни. Лицар ордена Богдана Хмельницького III ступеня .

## Життєпис
У 18 років у профтехучилищі здобув професію кухаря-кондитера і після цього вирішив іти на строкову службу. Оскільки в армію набирали аж в 20 років то він став добровольцем і підписав контракт. У 2016 році у складі Львівської 80-ї аеромобільної бригади після «учебки» потрапив у зону АТО, де перебував 6 місяців. Повернувшись додому, учасник бойових дій уже не мислив свого життя без армії і вступив до Одеської військової академії у 2019 році . 
Згодом після завершення навчання в академії потрапив у 128-му гірсько-штурмову бригаду, в 15-й окремий гірсько-штурмовий батальйон. Його бойовий шлях почався ще до повномасштабного вторгнення, а далі були бої в Кремінній і за переправу в Білогорівці. Потім перебував на Вугледарському напрямку, під Бахмутом (отримав поранення) та на Херсонщині . 

## Особливе
Своє незвичне для України ім`я пояснює так :
|  | «Мій тато особливо небезпечний рецидивіст у минулому. Довгий час не було дітей. Ну і тато раз, два, три – нічого нема, нема. Через деякий час «псіханув» і каже: «Даю клятву перед Богом, єслі народиться першим пацан, то назву не в честь дідів, прадідів, себе, а назву в честь Бога, назву Ісусом». І через два тижня дзвонить мама й каже, що вагітна» |

|  | Друге ім'я Назарій дала Львівська братва. Можна так сказати. Були такі люди, яким незручно так називати з релігійних міркувань, і мене назвали Назаром, тобто Ісус з Назарета. |

## Сім`я
Виріс у багатодітній сім`ї. Має двох братів і чотири сестри. Ісус є найстаршим в сім`ї .